# House Husbands
House Husbands es un drama australiano transmitido del 2 de septiembre del 2012 hasta el 17 de abril del 2017 por medio de la cadena Nine Network.
La serie fue creada por Ellie Beaumont y Drew Proffitt, y ha contado con la participación de actores como Jane Allsop, Craig McLachlan, Guy Edmonds, Les Hill, Jerome Ehlers, Madeleine West, Damien Richardson, Jane Hall, Abe Forsythe, Adrienne Pickering, Ryan Johnson, Menik Gooneratne, entre otros...
El 4 de febrero del 2018 la cadena anunció que la serie había sido cancelada después de cinco temporadas.

## Historia
La serie se centró en cuatro familias modernas que tienen algo en común: en todas ellas los hombres son los encargados de criar a sus hijos: Justin un exjugador de la AFL quien se encuentra peleando la custodia de sus tres hijos con su exesposa Nicola quien lo dejó por su mánager Roodney, Lewis un hombre que se queda en el hogar mientras que su esposa Gemma va a trabajar como enfermera, Mark cuya esposa la doctora Abi es hermana de Kane y trabaja en el mismo hospital que Gemma y finalmente Kane quien tiene una relación con Tom y ambos cuidan a su sobrina después de que la hermana de Tom muriera. Todos ellos tendrán que balancear las complicaciones del hogar con el trabajo. Más tarde llega Phoebe Crabb, la hija de Lewis; y Justin y Nicola comienzan a salir, pero la felicidad queda destruida cuando Nicola es atropellada y muere.

## Personajes[6]

### Personajes principales
| Actor           | Personaje                   | Trabajo             | Nº de episodios | Duración          |
| --------------- | --------------------------- | ------------------- | --------------- | ----------------- |
| Gary Sweet      | Lewis Crabb                 | Retirado            | 58              | 2012 - 2017       |
| Firass Dirani   | Justin Baynie               | exjugador de AFL    | 58              | 2012 - 2017       |
| Rhys Muldoon    | Mark Oliver                 | Dueño de "The Mill" | 58              | 2012 - 2017       |
| Natalie Saleeba | Abigail "Abi" Albert-Oliver | Doctora             | 58              | 2012 - 2017       |
| Julia Morris    | Gemma Horne-Crabb           | Enfermera           | 58              | 2012 - 2017       |
| Gyton Grantley  | Kane Albert                 | Panadero            | 47              | 2012 - 2015, 2017 |
| Jane Allsop     | Rachael Hilton              | -                   | 26              | 2012, 2015 - 2017 |
| Hugh Sheridan   | Nick Gazecki                | Maestro de Música   | 12              | 2017              |
| Delta Goodrem   | Izzy Dreyfus                | Maestra             | 4               | 2017              |

### Personajes recurrentes
| Actor                           | Personaje          | Trabajo                | Nº de episodios | Duración          |
| ------------------------------- | ------------------ | ---------------------- | --------------- | ----------------- |
| Lillian "Lily" Jones            | Poppy Oliver       | Estudiante             | 57              | 2012 - 2017       |
| Madison Torres-Davey            | Tilda Crabb        | Estudiante             | 57              | 2012 - 2017       |
| Riley Webb                      | Zac Baynie         | Estudiante             | 57              | 2012 - 2017       |
| Louise Siversen                 | Miss Heather Looby | Asistente del Director | 36              | 2012 - 2017       |
| Fletcher Grant                  | Jacob Baynie       | Estudiante             | 35              | 2012 - 2017       |
| Allegra Volange                 | Angie Baynie       | -                      | 32              | 2012 - 2017       |
| Ava Bellert Audrey Bellert      | Sophie Oliver      | -                      | 21              | 2015 - 2017       |
| Jagger Serafin                  | Atticus            | -                      | 16              | 2015 - 2017       |
| Denise Scott                    | Toni               | Enfermera              | 14              | 2015 - 2017       |
| Eloise Smibert Beatrice Smibert | Georgia            | -                      | 12              | 2012 - 2017       |
| Danielle Carter                 | Dr. Dalton         | Doctora                | 5               | 2013, 2015 - 2017 |
| Rahart Adams                    | Rafiq Baynie       | Hermano de Justin      | 5               | 2017              |
| Nancy Hayes                     | Liz Oliver         | Madre de Mark          | 3               | 2017              |
| Roy Billing                     | Bernie Oliver      | Padre de Mark          | 1               | 2017              |

### Antiguos personajes principales
| Actor            | Personaje    | Trabajo            | Nº de episodios | Duración    | Estado | Notas                                          |
| ---------------- | ------------ | ------------------ | --------------- | ----------- | ------ | ---------------------------------------------- |
| Anna McGahan     | Lucy Crabb   | Asistente Legal    | 34              | 2012 - 2014 | -      | -                                              |
| Georgia Flood    | Phoebe Crabb | -                  | 27              | 2012 - 2014 | -      | -                                              |
| Leah de Niese    | Nicola Panas | Asistente Personal | 22              | 2012 - 2013 | Muerta | murió luego de ser atropellada por un carro    |
| Tim Campbell     | Tom Parker   | Bombero            | 22              | 2012 - 2013 | Vivo   | se fue luego de obtener un empleo en Indonesia |
| Darren McMullen  | Alex Larden  | Bibliotecario      | 13              | 2014 - 2015 | -      | -                                              |
| Justine Clarke   | Eve Grace    | Cocinera           | 10              | 2015        | -      | -                                              |
| Rachel Griffiths | Belle Crabb  | -                  | 7               | 2014        | Viva   | -                                              |
| Lincoln Lewis    | Ned Hogart   | -                  | 9               | 2014        | Vivo   | -                                              |

### Antiguos personajes recurrentes
| Actor                      | Personaje               | Trabajo                | Nº de episodios | Duración    |
| -------------------------- | ----------------------- | ---------------------- | --------------- | ----------- |
| Jade Knight                | Stella Albert           | Estudiante             | 36              | 2012 - 2014 |
| Ben Crundwell              | Finn                    | -                      | 28              | 2013 - 2015 |
| Nicholas Coghlan           | Rodney Wickham          | exagente               | 19              | 2012, 2015  |
| Ben Schumann               | Ryan                    | -                      | 16              | 2013 - 2014 |
| Rick Donald                | Mr. Tuck                | Maestro                | 13              | 2013        |
| Nedrick Airey Noah Collins | Jem Crabb               | -                      | 8 11            | 2014 2013   |
| Danielle Horvat            | Frankie Peroy           | -                      | 10              | 2014 - 2015 |
| Akos Armont                | Jeremy Saxon            | Doctor                 | 9               | 2015        |
| Madeleine West             | Dimity                  | -                      | 8               | 2013        |
| Ryan Johnson               | Will Stevens            | -                      | 8               | 2014        |
| Olivia Reynolds            | Mildred / Sophie Oliver | -                      | 7               | 2014        |
| Jane Kennedy               | Belinda                 | -                      | 6               | 2015        |
| Craig McLachlan            | Damo                    | -                      | 6               | 2013, 2014  |
| Bobby Fox                  | James                   | Doctor                 | 6               | 2012        |
| Kate Jenkinson             | Miss Nadir              | Maestra                | 6               | 2012        |
| Jerome Ehlers              | David                   | -                      | 5               | 2012 - 2013 |
| Helen Dallimore            | Gaby                    | -                      | 5               | 2013 - 2014 |
| Les Hill                   | Simon Lawson-West       | -                      | 4               | 2013        |
| Geraldine Turner           | Wendy Horne             | -                      | 3               | 2013, 2014  |
| Indiana Evans              | Tash                    | -                      | 2               | 2015        |
| Marg Downey                | Moon                    | Director de la Escuela | 1               | 2012        |

## Episodios
La primera temporada está conformada por 10 episodios.

## Premios y nominaciones
| Año  | Categoría                      | Premio             | Nominado (a)   | Resultado |
| ---- | ------------------------------ | ------------------ | -------------- | --------- |
| 2018 | Most Popular Actress           | Logie Award        | Julia Morris   | Nominada  |
| 2016 | Best Actor                     | Silver Logie Award | Firass Dirani  | Nominado  |
| 2016 | Best Actress                   | Silver Logie Award | Julia Morris   | Nominada  |
| 2016 | Best Drama Program             | Logie Award        | House Husbands | Nominado  |
| 2015 | Most Popular Actress           | Logie Award        | Julia Morris   | Nominada  |
| 2015 | Most Popular Drama Program     | Logie Award        | House Husbands | Nominado  |
| 2014 | Most Popular Actress           | Silver Logie Award | Julia Morris   | Nominada  |
| 2014 | Most Popular Drama Series      | Silver Logie Award | House Husbands | Nominado  |
| 2013 | Most Popular Actor             | Silver Logie Award | Firass Dirani  | Nominado  |
| 2013 | Most Popular Actress           | Silver Logie Award | Julia Morris   | Nominada  |
| 2013 | Most Popular New Female Talent | Logie Award        | Edwina Royce   | Nominada  |
| 2013 | Most Popular Drama Series      | Logie Award        | House Husbands | Ganó      |

## Producción
La serie fue creada por Ellie Beaumont y Drew Proffitt, producida por Sue Seeary y Proffitt y dirigida por Geoff Bennett y Shirley Barrett. 
Jo Rooney, Andy Ryan, Playmaker’s David Maher y David Taylor son los productores ejecutivos.
La producción de la serie comenzó en Melbourne, Australia a finales de mayo del 2012. La serie se estrenó el sábado 2 de septiembre del mismo año a las 8:30pm y obtuvo una audiencia de 1.37 m de espectadores.
En septiembre del 2012 la serie fue renovada para una segunda temporada, la cual se estrenó el 8 de abril de 2013.
En junio del 2013 se anunció que la serie sería renovada para una tercera temporada, la cual fue estrenada el 9 de junio de 2014.
En julio del 2014 se anunció que la serie sería renovada para una cuarta temporada, la cual fue estrenada el 10 de agosto del 2015. El 17 de julio del mismo año se anunció que se haría una versión francesa e italiana de la serie. La versión francesa será producida por Paris-based Made en PM mientras que la versión italiana será producida por Rome-based Publispei, ambas compañías adaptarán los guiones de la primera temporada.
A finales de mayo del 2015 se comenzó a grabar la quinta temporada de la serie, la cual fue estrenada el 6 de febrero del 2017.